# Поттувіл 2 (частина 3)
Грама Ніладхарі Поттувіл 2 (частина 3) (№ P/08) — Грама Ніладхарі підрозділу ОС Потувіл, округ Ампара, Східна провінція, Шрі-Ланка.

## Демографія
| Населення (2007) | Населення (2007) | Населення (2007) | Населення (2007) | Населення (2007) |
| Населення        | Чоловіки         | Жінки            | Діти             | Дорослі          |
| ---------------- | ---------------- | ---------------- | ---------------- | ---------------- |
| 887              | 453              | 434              | 353              | 534              |